# Campionat d'Europa de futsal UEFS masculí 2008
El VII Campionat d'Europa UEFS de Futbol sala masculí es va disputar a les ciutats belgues d'Anvers, Lieja, Limburg, La Louvière i Namur, del 20 al 24 de març de 2008, amb la participació de vuit seleccions nacionals.

## Preeuropeu
El novembre de 2007 es va disputar un pre-europeu a Polònia per decidir la darrera plaça del campionat d'Europa, entre les seleccions de Belarús, Polònia, Santa Helena i Catalunya. La plaça va ser per a Belarús, per diferència de gols en quedar empatats amb Catalunya, que finalment també va participar en l'europeu a renunciar-hi Israel.

## Participants
| Grup A | Grup A          |
| ------ | --------------- |
|        | Rússia          |
|        | Noruega         |
|        | Ucraïna         |
|        | República Txeca |

| Grup B | Grup B    |
| ------ | --------- |
|        | Bèlgica   |
|        | Belarús   |
|        | França    |
|        | Catalunya |

## Fase Regular
Llegenda
En les taules següents:
| Pts = Punts totals PJ = Partits jugats PG = Partits guanyats PE = Partits empatats PP = Partits perduts |  | GF = Gols a favor GC = Gols en contra DG = Diferència de gols (GF-GC) Ressaltat en verd = Equip classificat per a semifinals. |  |  |

### Grup A
| GRUP A     | Pts | PJ | PG | PE | PP | GF | GC | DG  |
| ---------- | --- | -- | -- | -- | -- | -- | -- | --- |
| Rússia     | 7   | 3  | 2  | 1  | 0  | 15 | 4  | +11 |
| Rep. Txeca | 7   | 3  | 2  | 1  | 0  | 7  | 3  | +4  |
| Ucraïna    | 3   | 3  | 1  | 0  | 2  | 7  | 10 | -3  |
| Noruega    | 0   | 3  | 0  | 0  | 3  | 3  | 15 | -12 |

| 20 de març de 2008 19:45 |     |                 |                                |
| Rússia                   | 1-1 | República Txeca | Houthalen-Helchteren A Limburg |
|                          |     |                 | Houthalen-Helchteren A Limburg |

| 20 de març de 2008 21:30 |     |         |                                |
| Noruega                  | 2-3 | Ucraïna | Houthalen-Helchteren B Limburg |
|                          |     |         | Houthalen-Helchteren B Limburg |

| 21 de març de 2008 19:00 |     |         |             |
| Rússia                   | 9-1 | Noruega | Lier Anvers |
|                          |     |         | Lier Anvers |

| 21 de març de 2008 21:00 |     |         |                            |
| República Txeca          | 3-2 | Ucraïna | Haine-St. Paul La Louvière |
|                          |     |         | Haine-St. Paul La Louvière |

| 22 de març de 2008 19:00 |     |         |               |
| Rússia                   | 5-2 | Ucraïna | Soumage Lieja |
|                          |     |         | Soumage Lieja |

| 22 de març de 2008 19:00 |     |         |               |
| República Txeca          | 3-0 | Noruega | Andenne Namur |
|                          |     |         | Andenne Namur |

### Grup B
| GRUP B    | Pts | PJ | PG | PE | PP | GF | GC | DG |
| --------- | --- | -- | -- | -- | -- | -- | -- | -- |
| Bèlgica   | 6   | 3  | 2  | 0  | 1  | 8  | 8  | =  |
| Belarús   | 6   | 3  | 2  | 0  | 1  | 12 | 7  | +5 |
| França    | 4   | 3  | 1  | 1  | 1  | 8  | 9  | -1 |
| Catalunya | 1   | 3  | 0  | 1  | 2  | 6  | 10 | -4 |

| 20 de març de 2008 19:45 |     |         |                                |
| França                   | 1-4 | Belarús | Houthalen-Helchteren B Limburg |
|                          |     |         | Houthalen-Helchteren B Limburg |

| 20 de març de 2008 21:30 |       |           |                                |
| Bèlgica                  | 2-1   | Catalunya | Houthalen-Helchteren A Limburg |
|                          | [ 4 ] |           | Houthalen-Helchteren A Limburg |

| 21 de març de 2008 19:00 |     |        |                            |
| Bèlgica                  | 3-5 | França | Haine-St. Paul La Louvière |
|                          |     |        | Haine-St. Paul La Louvière |

| 21 de març de 2008 21:00 |       |         |              |
| Catalunya                | 3-6   | Belarús | Liers Anvers |
|                          | [ 4 ] |         | Liers Anvers |

| 22 de març de 2008 21:00 |       |           |               |
| França                   | 2-2   | Catalunya | Soumage Lieja |
|                          | [ 5 ] |           | Soumage Lieja |

| 22 de març de 2008 21:00 |     |         |               |
| Bèlgica                  | 3-2 | Belarús | Andenne Namur |
|                          |     |         | Andenne Namur |

## Fase Final
|  | Semifinals                    | Semifinals                    |       |                      | Final                | Final |
|  |                               |                               |       |                      |                      |       |
|  | 23 de març - Hoboken (Anvers) |                               |       |                      |                      |       |
|  | Rússia                        | 3                             |       |                      |                      |       |
|  | Belarús                       | 1                             |       |                      |                      |       |
|  |                               |                               |       |                      |                      |       |
|  |                               |                               |       |                      | 24 de març - (Lieja) |       |
|  |                               |                               |       |                      | RÚSSIA               | 3 (3) |
|  |                               | República Txeca               | 3 (2) |                      |                      |       |
|  |                               |                               |       |                      |                      |       |
|  |                               |                               |       |                      |                      |       |
|  |                               |                               |       |                      | Tercer lloc          |       |
|  | 23 de març - Hoboken (Anvers) | 23 de març - Hoboken (Anvers) |       | 24 de març - (Lieja) | 24 de març - (Lieja) |       |
|  | Bèlgica                       | 1 (0)                         |       | Belarús              | 2                    |       |
|  | República Txeca               | 1 (2)                         |       |                      | Bèlgica              | 1     |

Semifinals
| 23 de març de 2008 19:00 |     |         |                |
| Rússia                   | 3-1 | Belarús | Hoboken Anvers |
|                          |     |         | Hoboken Anvers |

| 23 de març de 2008 21:00 |                |                 |                |
| Bèlgica                  | 1-1 (0-2 pen.) | República Txeca | Hoboken Anvers |
|                          |                |                 | Hoboken Anvers |

5è al 8è llocs
| 23 de març de 2008 15:00 |       |           |                |
| Ucraïna                  | 4-3   | Catalunya | Hoboken Anvers |
|                          | [ 6 ] |           | Hoboken Anvers |

| 23 de març de 2008 17:00 |     |         |                |
| França                   | 6-5 | Noruega | Hoboken Anvers |
|                          |     |         | Hoboken Anvers |

7è i 8è llocs
| 24 de març de 2008 15:00 |       |         |                               |
| Catalunya                | 4-5   | Noruega | Complex Esportiu Ethias Lieja |
|                          | [ 7 ] |         | Complex Esportiu Ethias Lieja |

5è i 6è llocs
| 24 de març de 2008 17:00 |     |         |                               |
| França                   | 2-7 | Ucraïna | Complex Esportiu Ethias Lieja |
|                          |     |         | Complex Esportiu Ethias Lieja |

3r i 4t llocs
| 24 de març de 2008 19:00 |     |         |                               |
| Bèlgica                  | 1-2 | Belarús | Complex Esportiu Ethias Lieja |
|                          |     |         | Complex Esportiu Ethias Lieja |

FINAL
| 24 de març de 2008 21:00 |               |                 |                               |
| Rússia                   | 3-3 (3-2 pen) | República Txeca | Complex Esportiu Ethias Lieja |
|                          |               |                 | Complex Esportiu Ethias Lieja |

| Bandera de Rússia |
| Campions RÚSSIA   |

## Classificació final
| Classificació final | Classificació final |
| ------------------- | ------------------- |
| 1.                  | Rússia              |
| 2.                  | Rep. Txeca          |
| 3.                  | Belarús             |
| 4.                  | Bèlgica             |
| 5.                  | Ucraïna             |
| 6.                  | França              |
| 7.                  | Noruega             |
| 8.                  | Catalunya           |